# De Dietrich Type SP
Der De Dietrich Type SP ist eine Baureihe von Pkw-Modellen aus den 1900er Jahren. Dazu gehören Type KSP und Type LSP. Hersteller war die Société de Dietrich et Cie de Lunéville in Frankreich.

## Beschreibung
Das Modell stand nur 1904 im Sortiment. Einen Vorgänger gleicher Größe gab es nicht. 1905 folgte mit dem Type CO ein noch größeres Fahrzeug. 1904 bot der Hersteller außerdem Type SH, Type SI und Type SM mit kleineren Motoren sowie den Rennwagen 80 CV mit einem größeren Motor an.
Der Motor entstand nach einer Lizenz von Turcat-Méry. Er ist ein Vierzylinder-Reihenmotor mit IOE-Ventilsteuerung. Jeweils zwei Zylinder sind paarweise zusammengegossen. Jeweils 130 mm Bohrung und Hub ergeben 6902 cm³ Hubraum. Der Motor war damals in Frankreich steuerlich mit 35 CV eingestuft.
Der Motor ist vorn längs im Fahrgestell eingebaut. Er treibt über ein Dreiganggetriebe und Ketten die Hinterräder an. Die Bremse wirkt zeittypisch nur auf die Hinterachse.
Das Fahrgestell des Type KSP war kürzer als beim Type LSP. Zur genauen Länge des Radstands gibt es unterschiedliche Angaben. An einer Stelle sind 2656 mm und 2715 mm genannt. Der krumme Wert 2656 überrascht, da De Dietrich bei allen anderen Modellen beim Radstand nur volle und halbe Zentimeter wählte. Außerdem betrug der Unterschied zwischen kurzem und langem Radstand bei den anderen Modellen des Jahres genau 50 mm. Beides deutet auf 2665 mm und 2715 mm hin. An einer anderen Stelle sind 2715 mm und 2956 mm genannt. Hier erscheinen 2715 mm und 2965 mm, also genau 250 mm Unterschied, plausibler. Die Spurweite ist einheitlich 137 cm. Aufbauten in der Karosseriebauform Tonneau sind bekannt.